# John Hunt (éditeur)
Pour les articles homonymes, voir John Hunt et Hunt.
John Hunt (1775 - 7 septembre 1848) est un imprimeur, éditeur et un écrivain occasionnel anglais. Il est le frère aîné du poète et essayiste Leigh Hunt et frère du critique Robert Hunt (en).

## Biographie

### Jeunesse
John Hunt est né à Philadelphie en Pennsylvanie, le quatrième de huit enfants (dont cinq atteignent l'âge adulte) de Isaac Hunt et Mary Hunt. Ses parents déménagent à Londres vers 1777 à cause de leur position loyaliste pendant la guerre d'indépendance américaine. Le 1er février 1791, il devient l'apprenti de l'imprimeur Henry Reynell.

### Carrière
Reconnu pour être un radical convaincu, franc et sans compromis, John Hunt a été plus d'une fois emprisonné pour avoir publié des articles considérés comme diffamatoires, voire séditieux.
John Hunt est responsable de plusieurs publications au cours des années, tous positionnées à gauche. Après un premier échec, sa première entreprise d'édition, en 1805, est hebdomadaire de huit pages The News. Suivent The Reflector, le Yellow Dwarf, The Liberal et le plus connu et influent The Examiner, dont le rédacteur-en-chef est son frère Leigh Hunt.
En 1820, Percy Bysshe Shelley écrit un essai A Defence of Poetry (en) qu'il confie à l'éditeur Charles Ollier, pour la deuxième partie du Miscellany, qui ne parait pas car les affaires de Ollier sont liquidées. Le texte Defence entre alors en possession de John Hunt qui en prépare pour une publication dans The Liberal, mais ce périodique disparaît également avant la publication du texte. A Defence of Poetry sera finalement publié avec quelques retouches par John Hunt par la veuve de Shelley Mary Shelley en 1840 dans le recueil Essays, Letters from Abroad, Translations and Fragments.
Il est connu pour publier des œuvres radicales ou controversées que personne n'oserait toucher. Parmi elles, on peut citer un livre de Jeremy Bentham, il y en a d’autres plus manifestement incendiaires ou scandaleux, tels que certaines œuvres ultérieures de Byron, notamment The Vision of Judgment (en), Liber Amoris de William Hazlitt et les écrits de Percy et Mary Shelley.

### Relations familiales
Bien que John Hunt soit étroitement attaché à son frère cadet Leigh, un collaborateur fréquent, pendant une période de plusieurs années à compter de 1825, les frères ne sont plus en bons termes à cause d'un malentendu financier. Ils se réconcilient en 1840.
Hunt épouse en 1797 Sally, ils ont au moins deux fils dont l'un, Henry Leigh Hunt, succédera à son père dans ses responsabilités éditoriales.

### Décès
John Hunt passe les dernières années de sa vie à Upper Chaddon près de Taunton dans le Somerset. Après plusieurs années de maladies, il meurt à Brompton dans le Middlesex le 7 septembre 1848.